# Younès Belhanda
Younès Belhanda (arabisch يونس بلهندة, DMG Yūnus Bilhanda; * 25. Februar 1990 in Avignon im Département Vaucluse, Frankreich) ist ein marokkanisch-französischer Fußballspieler. Der offensive Mittelfeldspieler steht bei Al-Shamal SC unter Vertrag und ist ehemaliger marokkanischer Nationalspieler.

## Vereinskarriere

### Die Anfänge in Frankreich und HSC Montpellier
Belhanda, Sohn marokkanischer Eltern, wurde in Avignon geboren und wuchs in der Nähe von Aramon auf. Er hat fünf Geschwister. Belhanda begann mit dem Fußballspielen bei RC Aramonais. Nach einem Jahr wechselte er in die Jugendmannschaft von MJC Avignon. Für die Südfranzosen spielte er fünf Jahre lang. Anschließend wechselte er 2003 in die Jugendabteilung des HSC Montpellier.
Beim HSC Montpellier durchlief er alle Jugendmannschaften. Ab der Saison 2009/10 gehörte er zum Profikader. Am 8. August 2009 kam Belhanda beim Spiel gegen Paris Saint-Germain in der Startaufstellung zu seinem ersten Einsatz in der Ligue 1. Am 19. September 2009, dem sechsten Spieltag, erzielte er bei der 4:2-Niederlage gegen Olympique Marseille sein erstes Pflichtspieltor. Es sollte sein einziges Tor in dieser Saison bleiben. Sein Debüt in der Coupe de la Ligue gab er am 23. September 2009 gegen den RC Lens. Am Ende dieser Spielzeit brachte er es auf 33 Einsätze in der Liga, in denen ihm neben einem Tor auch vier Torvorlagen glückten. Der HSC Montpellier qualifizierte sich für die Europa League.
In der Qualifikationsrunde zur Europa League schied man gegen den ungarischen Verein Győri ETO FC aus. Belhanda kam in beiden Spielen zum Einsatz. Er behauptete in der Saison 2010/11 seinen Stammplatz aus der Vorsaison, erzielte in 36 Ligaspielen drei Tore und bereitete fünf weitere Treffer vor. In der Coupe de la Ligue verlor man erst im Finale gegen Olympique Marseille. In der Coupe de France de football schied man gegen Stade Reims bereits in der ersten Runde aus.
Die Saison 2011/12 sollte bis dahin Belhandas stärkste Spielzeit werden. In 28 Ligaspielen erzielte er zwölf Tore und bereitete sechs weitere Treffer vor. Am 8. Februar 2012 machte er im Achtelfinale des französischen Fußballpokals im Spiel gegen LB Châteauroux sein erstes Pokaltor. Am 11. April 2012, dem 30. Spieltag, traf er gegen Olympique Marseille erstmals doppelt. Mit dem HSC Montpellier gewann er 2012 die französische Meisterschaft. In dieser Saison wurde er zum Nachwuchsspieler des Jahres der Ligue 1 gewählt. Allerdings verpasste er in dieser Spielzeit mehrere Partien aufgrund zweier roter Karten.
In der Saison 2012/13 spielte Belhanda erstmals in der Champions League. Er kam in allen sechs Gruppenspielen zum Einsatz, in denen er zwei Tore erzielte. In der Gruppe mit dem FC Arsenal, FC Schalke 04 und Olympiakos Piräus schied der HSC Montpellier als Gruppenletzter aus. In der Liga brachte es Belhanda auf 30 Einsätze. Mit zehn Toren und fünf Torvorbereitungen gehörte er wieder zu den stärksten Spielern des Kaders.

### Dynamo Kiew und Leihstationen
Im Juli 2013 wechselte er zum ukrainischen Rekordmeister Dynamo Kiew. Sein erstes Spiel bestritt er am 14. Juli 2013, dem ersten Spieltag der Saison 2013/14, beim 1:1 gegen Wolyn Luzk. Sein erstes Tor machte er am 4. August 2013, dem vierten Spieltag, im Spiel gegen Schachtar Donezk. An der erfolgreichen Qualifikation zur Europa League hatte Belhanda mit einem Tor und einer Torvorlage gegen FK Aqtöbe Anteil. In den folgenden sechs Gruppenspielen kam er in jeder Partie zum Einsatz, blieb aber torlos. In der ersten K.-O.-Runde schied man gegen den FC Valencia aus, wobei er nur im Hinspiel eingesetzt wurde. In 22 Ligaspielen erzielte er sechs Tore und gab vier Torvorlagen. Am Ende der Saison wurde Dynamo Kiew Vierter. Durch einen 2:1-Sieg gegen Schachtar Donezk wurde der ukrainische Fußballpokal gewonnen.
In der Saison 2014/15 verlor Dynamo im Finale des Supercups gegen Schachtar Donezk, allerdings gewann Dynamo die Meisterschaft und verteidigte den ukrainischen Fußballpokal durch einen Sieg gegen Schachtar. In der Europa League erreichte Dynamo Kiew das Viertelfinale und schied dort gegen die AC Florenz aus. Wettbewerbsübergreifend erzielte Belhanda in 41 Pflichtspielen vier Tore und bereitete acht weitere vor. In der Hinrunde der Saison 2015/16 wurde Belhanda nur in 14 von 22 Pflichtspielen in Liga, Pokal und Champions League eingesetzt und stand meist nicht in der Startelf. Er erzielte dabei kein Tor, lediglich zwei Torvorlagen standen zu Buche.
Am 6. Januar 2016 wechselte Belhanda bis zum Ende der Saison 2015/16 auf Leihbasis in die Bundesliga zum FC Schalke 04. Zu seinem ersten Ligaeinsatz kam er am 24. Januar 2016, als er am 18. Spieltag bei der 1:3-Heimniederlage gegen Werder Bremen in der 60. Minute für Max Meyer eingewechselt wurde. Sein erstes Bundesligator erzielte er am 12. Februar 2016 (21. Spieltag) bei der 1:2-Niederlage im Auswärtsspiel gegen den 1. FSV Mainz 05 mit dem Treffer zum 1:1 in der 46. Minute.
Zur Saison 2016/17 wurde Belhanda an den französischen Erstligisten OGC Nizza verliehen. Mit dem Team von Trainer Lucien Favre belegte er am Ende der Spielzeit den dritten Tabellenplatz in der Ligue 1.

### Wechsel in die Türkei
Am 30. Juni 2017 unterschrieb Belhanda bei Galatasaray Istanbul einen Vierjahresvertrag. In seiner ersten Saison für Galatasaray kam Belhanda zu 35 Pflichtspielen, erzielte drei Tore und bereitete zehn Tore vor. Außerdem wurde er türkischer Meister der Saison 2017/18. Belhandas Vertrag wurde am 10. März 2021 einseitig von Galatasaray Istanbul aufgelöst, obwohl er in der laufenden Saison der beste Scorer der Mannschaft war. Der Grund für diesen Schritt waren seine monierenden Aussagen über den Vereinsvorstand und Spielrasenverhältnissen des Heimstadions nach dem Ligaspiel gegen Sivasspor. Neben der Vertragsauflösung erhielt er vom Verein eine Geldbuße in Höhe von 335.000 Euro. Am Saisonende 2020/21 verlor Galatasaray ohne Belhanda knapp die türkische Meisterschaft, aufgrund des direkten Vergleichs.
Am 1. Juli 2021 wechselte der Mittelfeldspieler zum türkischen Aufsteiger Adana Demirspor und unterschrieb einen Dreijahresvertrag. In der Saison 2022/23, in der er auf 30 Einsätze kam, wurde er mit Adana Demirspor Vierter und erreichte so die Qualifikationsrunde für die Conference League, in der man in den Play-offs scheiterte. Sein Vertrag wurde am 29. Dezember 2023 aufgelöst. Einen Monat später wechselte Belhanda zum katarischen Verein Al-Shamal SC.

## Nationalmannschaft

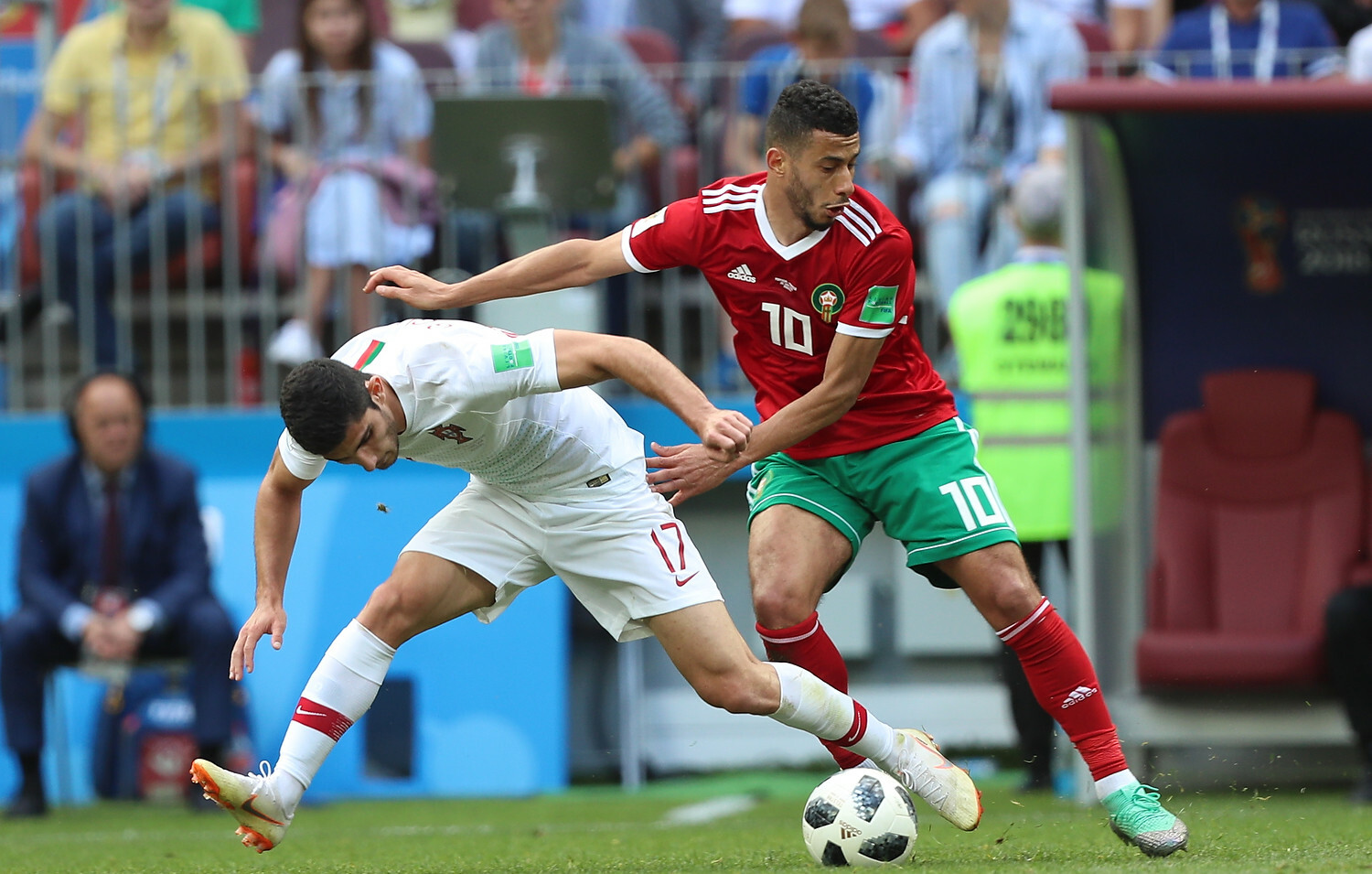
Belhanda (rechts) im Einsatz für Marokko gegen Portugal (2018)

Belhanda kam 2010 zu vier Einsätzen für die französische U-20-Nationalmannschaft, entschied sich aber anschließend, zukünftig für die marokkanische Nationalmannschaft zu spielen. Am 17. November 2010 kam er beim Freundschaftsspiel gegen Nordirland zu seinem ersten Länderspieleinsatz. Mit Marokko nahm er an den Afrika-Cups 2012 und 2013 teil. 2017 fehlte er wegen eines Zehenbruchs. Beim Afrika-Cup 2012 erzielte er beim 1:0-Sieg gegen den Niger seinen ersten Länderspieltreffer. Er stand auch im Kader Marokkos für die Fußball-Weltmeisterschaft 2018. Nach einem 2:2-Unentschieden gegen Spanien und zwei 0:1-Niederlagen gegen Portugal und den Iran schied Marokko als letzter der Gruppe B aus dem Turnier aus. Belhanda wurde in allen drei Partien eingesetzt.

## Erfolge und Auszeichnungen
- HSC Montpellier
  - Coupe Gambardella: 2009[17]
  - Französischer Ligapokal: Finalist 2011
  - Französischer Meister: 2012

- Dynamo Kiew
  - Ukrainischer Meister: 2015, 2016

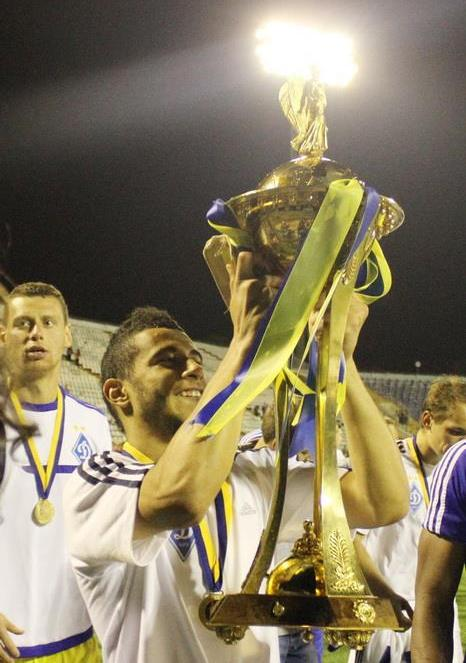
Belhanda beim Hochhalten des ukrainischen Pokals (2014)

  - Ukrainischer Pokalsieger: 2014, 2015

- Galatasaray Istanbul
  - Türkischer Meister: 2017/18, 2018/19
  - Türkischer Pokalsieger: 2018/19
  - Türkischer Fußball-Supercupsieger: 2019

### Persönliche Ehrungen
- Spieler des Monats der Ligue 1: November 2011
- Gewählt in das Team des Jahres der Ligue 1: 2011/12[18]
- Bester junge Spieler der Ligue 1: 2011/12[18][19][20]
- Torschütze des Jahres der Ligue 1: 2011/12[18][19][20]
- Bester afrikanischer Spieler der Ligue 1: 2011/12[21]